# Ighil (Marroc)
Ighil (en àrab اغيل, Iḡīl; en amazic ⵉⵖⵉⵍ) és una comuna rural de la província d'Al Haouz, a la regió de Marràqueix-Safi, al Marroc. Segons el cens de 2014 tenia una població total de 5.695 persones.